# Recopa d'Europa d'handbol masculina
|  | Aquest article és sobre la competició masculina. Per a la competició femenina, vegeu Recopa d'Europa d'handbol femenina |

La Recopa d'Europa d'handbol (en anglès: EHF Cup Winners' Cup) fou una competició esportiva de clubs d'handbol europeus, creada la temporada 1975-76. De caràcter anual, estava organitzada per la Federació Europea d'Handbol. Hi participaven els equips campions de cadascuna de les copes nacionals. Es disputava en format de sistema d'eliminació a doble partit, classificant-se l'equip amb millor gol average. Amb la reorganització de les competicions europees, va fusionar-se amb la Copa EHF al final de la temporada 2011-12 i es deixà de celebrar.
Històricament, els equips espanyols foren els que guanyaren la competició en més ocasions, essent el Club Balonmano Granollers el primer campió (1976) i el primer club estatal en guanyar un títol internacional. El Futbol Club Barcelona és el club dominador absolut de la competició amb cinc títols (1984, 1985, 1986, 1994 i 1995), seguit del VfL Gummersbach amb quatre (1978, 1979, 2010, 2011).

## Historial
| En negreta = Equip guanyador (1) = Nombre de títols 1-1 = Marcador campió-subcampió (prò.) = Pròrroga (p.) = Penaltis (A.) = Regla dels gols en camp contrari Nota: Noms dels equips segons l'època |

| Edició | Temp.   | Data       | Campió                     | Resultat           | Subcampió              | Seu                                     | refs        |
| ------ | ------- | ---------- | -------------------------- | ------------------ | ---------------------- | --------------------------------------- | ----------- |
| I      | 1975-76 | 10-04-1976 | BM Granollers (1)          | 26-24 (prò.)       | TSV GW Dankersen       | Pavelló Municipal d’Esports, Granollers | [ 1 ] [ 2 ] |
| II     | 1976-77 | 24-04-1977 | MAI Moscou (1)             | 17-16              | SC Magdeburg           | Zaporíjia                               | [ 3 ]       |
| III    | 1977-78 | 04-05-1978 | VfL Gummersbach (1)        | 15-13              | RK Železničar Niš      | Westfalenhallen, Dortmund               | [ 4 ]       |
| IV     | 1978-79 | N/D        | VfL Gummersbach (2)        | 18-15 / 15-11      | SC Magdeburg           | Magdeburg / Dortmund                    | [ 5 ]       |
| V      | 1979-80 | N/D        | CB Calpisa (1)             | 20-15 / 16-18      | VfL Gummersbach        | Alacant / Dortmund                      | [ 6 ]       |
| VI     | 1980-81 | N/D        | TuS Nettelstedt (1)        | 18-16 / 17-14      | SC Empor Rostock       | Rostock / Lübbecke                      | [ 7 ]       |
| VII    | 1981-82 | N/D        | SC Empor Rostock (1)       | 17-14 / 22–18      | Dukla Praga            | Praga / Rostock                         | [ 8 ]       |
| VIII   | 1982-83 | N/D        | SKA Minsk (1)              | 22-34 / 26-24      | Dinamo de Bucarest     | Bucarest / Minsk                        | [ 9 ]       |
| IX     | 1983-84 | 25-03-1984 | FC Barcelona (1)           | 24–21              | RK Sloga Doboj         | Palau Blaugrana, Barcelona              | [ 10 ]      |
| X      | 1984-85 | N/D        | FC Barcelona (2)           | 30-23 / 27-20 (A.) | CSKA Moscou            | Moscou / Barcelona                      | [ 11 ]      |
| XI     | 1985-86 | N/D        | FC Barcelona (3)           | 20-18 / 21-19 (A.) | TV Großwallstadt       | Barcelona / Elesenfeld                  | [ 12 ]      |
| XII    | 1986-87 | N/D        | CSKA Moscou (1)            | 18-16 / 22-17      | ZMC Amicitia Zürich    | Zúric / Moscou                          | [ 13 ]      |
| XIII   | 1987-88 | N/D        | SKA Minsk (2)              | 24-21 / 27-15      | TV Großwallstadt       | Elsenfeld / Minsk                       | [ 14 ]      |
| XIV    | 1988-89 | N/D        | TuSEM Essen (1)            | 17-16 / 19–16      | US Créteil HB          | París / Essen                           |             |
| XV     | 1989-90 | N/D        | TEKA Cantabria (1)         | 24-22 / 23–18      | HK Drott               | Halmstad / Santander                    |             |
| XVI    | 1990-91 | N/D        | TSV Milbertshofen (1)      | 20-15 / 25-17      | Elgorriaga Bidasoa     | Irun / Augsburg                         |             |
| XVII   | 1991-92 | N/D        | Fotex KC Veszprém (1)      | 24–14 / 20-27      | TSV Milbertshofen      | Budapest / Múnic                        |             |
| XVIII  | 1992-93 | N/D        | OM Vitrolles (1)           | 22-23 / 23–21      | Fotex KC Veszprém      | Veszprém / Marsella                     |             |
| XIX    | 1993-94 | N/D        | FC Barcelona (4)           | 23-20 / 26–14      | OM Vitrolles           | Vitrolles / Barcelona                   | [ 15 ]      |
| XX     | 1994-95 | N/D        | FC Barcelona (5)           | 24-31 / 26–22      | GOG Gudme              | Gudme / Barcelona                       | [ 16 ]      |
| XXI    | 1995-96 | N/D        | TBV Lemgo (1)              | 24–19 / 26-25      | TEKA Santander         | Bielefeld / Santander                   |             |
| XXII   | 1996-97 | N/D        | Elgorriaga Bidasoa (1)     | 24–19 / 19-17      | Fotex KC Veszprém      | Irún / Veszprém                         |             |
| XXIII  | 1997-98 | N/D        | Caja Cantabria (2)         | 30–15 / 24-26      | HSG Dutenhofen         | Santander / Rotenburg                   |             |
| XXIV   | 1998-99 | N/D        | Ademar León (1)            | 20-19 / 32-23      | Caja Cantabria         | Santander / Lleó                        |             |
| XXV    | 1999-00 | N/D        | Portland San Antonio (1)   | 28-19 / 26-20      | Dunaferr SE            | Pamplona / Dunaújváros                  |             |
| XXVI   | 2000-01 | N/D        | SG Flensburg-Handewitt (1) | 32-25 / 24-19      | Ademar León            | Flensburg / Lleó                        |             |
| XXVII  | 2001-02 | N/D        | BM Ciudad Real (1)         | 31-22 / 32-27      | SG Flensburg-Handewitt | Ciudad Real / Flensburg                 | [ 17 ]      |
| XXVIII | 2002-03 | N/D        | BM Ciudad Real (2)         | 33-27 / 24-24      | Redbergslids IK        | Ciudad Real / Göteborg                  | [ 18 ]      |
| XXIX   | 2003-04 | N/D        | Portland San Antonio (2)   | 30-31 / 30-26      | BM Valladolid          | Valladolid / Pamplona                   | [ 19 ]      |
| XXX    | 2004-05 | N/D        | Ademar León (2)            | 37-25 / 25-31      | RK Zagreb              | Lleó / Zagreb                           | [ 20 ]      |
| XXXI   | 2005-06 | N/D        | Txekhovskie Medvedi (1)    | 36-29 / 32-24      | BM Valladolid          | Valladolid / Txekhovskie                | [ 21 ]      |
| XXXII  | 2006-07 | N/D        | HSV Hamburg (1)            | 28-24 / 37-33 (A.) | Ademar León            | Hamburg / Lleó                          | [ 22 ]      |
| XXXIII | 2007-08 | N/D        | KC Veszprém (2)            | 37-32 / 28-28      | Rhein-Neckar Löwen     | Veszprém / Mannheim                     |             |
| XXXIV  | 2008-09 | N/D        | BM Valladolid (1)          | 31-30 / 24-23 (A.) | HSG Nordhorn           | Nordhorn / Valladolid                   | [ 23 ]      |
| XXXV   | 2009-10 | N/D        | VfL Gummersbach (3)        | 34-25 / 37-33      | BM Granollers          | Gummersbach / Granollers                | [ 24 ]      |
| XXXVI  | 2010-11 | N/D        | VfL Gummersbach (4)        | 28-30 / 26-26      | TFHB                   | Tremblay-en-France / Colònia            |             |
| XXXVII | 2011-12 | N/D        | SG Flensburg-Handewitt (2) | 33-34 / 32-28      | VfL Gummersbach        | Gummersbach / Flensburg                 |             |

## Palmarès
| Equip                            | Campió | Subcampió | Finals | Anys campió                                 | Anys subcampió   |
| -------------------------------- | ------ | --------- | ------ | ------------------------------------------- | ---------------- |
| Futbol Club Barcelona            | 5      | 0         | 5      | 1983-84, 1984-85, 1985-86, 1993-94, 1994-95 | ―                |
| VfL Gummersbach                  | 4      | 2         | 6      | 1977-78, 1978-79, 2009-10, 2010-11          | 1979-80, 2011-12 |
| Club Balonmano Cantabria         | 2      | 2         | 4      | 1989-90, 1997-98                            | 1995-96, 1998-99 |
| Club Balonmano Ademar León       | 2      | 2         | 4      | 1998-99, 2004-05                            | 2000-01, 2006-07 |
| Veszprém KSE                     | 2      | 2         | 4      | 1991-92, 2007-08                            | 1992-93, 1996-97 |
| Chehovski Medvedi                | 2      | 1         | 3      | 1986-87, 2005-06                            | 1984-85          |
| SG Flensburg-Handewitt           | 2      | 1         | 3      | 2000-01, 2011-12                            | 2001-02          |
| SKA Minsk                        | 2      | 0         | 2      | 1982-83, 1987-88                            | ―                |
| SDC San Antonio                  | 2      | 0         | 2      | 1999-00, 2003-04                            | ―                |
| Balonmano Ciudad Real            | 2      | 0         | 2      | 2001-02, 2002-03                            | ―                |
| Club Balonmano Valladolid        | 1      | 2         | 3      | 2008-09                                     | 2003-04, 2005-06 |
| Club Balonmano Granollers        | 1      | 1         | 1      | 1977-76                                     | 2009-10          |
| Handballclub Empor Rostock       | 1      | 1         | 2      | 1981-82                                     | 1982-83          |
| TSV Milbertshofen                | 1      | 1         | 2      | 1990-91                                     | 1991-92          |
| Olympique de Marseille Vitrolles | 1      | 1         | 2      | 1992-93                                     | 1993-94          |
| Club Deportivo Bidasoa           | 1      | 1         | 2      | 1996-97                                     | 1990-91          |
| MAI Moscou                       | 1      | 0         | 1      | 1976-77                                     | ―                |
| Club Balonmano Calpisa           | 1      | 0         | 1      | 1977-78                                     | ―                |
| TuSEM Essen                      | 1      | 0         | 1      | 1988-89                                     | ―                |
| TBV Lemgo                        | 1      | 0         | 1      | 1995-96                                     | ―                |
| Handball Sport Verein Hamburg    | 1      | 0         | 1      | 2006-07                                     | ―                |
| Sportclub Magdeburg              | 0      | 2         | 2      | ―                                           | 1976-77, 1978-79 |
| TSV GW Dankersen                 | 0      | 1         | 1      | ―                                           | 1975-76          |
| Rukometni Klub Železničar        | 0      | 1         | 1      | ―                                           | 1977-78          |
| Dukla Praga                      | 0      | 1         | 1      | ―                                           | 1981-82          |
| Dinamo de Bucarest               | 0      | 1         | 1      | ―                                           | 1982-83          |
| RK Sloga Doboj                   | 0      | 1         | 1      | ―                                           | 1983-84          |
| ZMC Amicitia Zürich              | 0      | 1         | 1      | ―                                           | 1986-87          |
| US Créteil Handball              | 0      | 1         | 1      | ―                                           | 1988-89          |
| HK Drott                         | 0      | 1         | 1      | ―                                           | 1989-90          |
| TSV Milbertshofen                | 0      | 1         | 1      | ―                                           | 1991-92          |
| GOG Gudme                        | 0      | 1         | 1      | ―                                           | 1994-95          |
| HSG Dutenhofen                   | 0      | 1         | 1      | ―                                           | 1997-98          |
| Dunaferr Sportegyesület          | 0      | 1         | 1      | ―                                           | 1999-00          |
| Redbergslids IK                  | 0      | 1         | 1      | ―                                           | 2002-03          |
| RK Zagreb                        | 0      | 1         | 1      | ―                                           | 2004-05          |
| Rhein-Neckar Löwen               | 0      | 1         | 1      | ―                                           | 2007-08          |
| HSG Nordhorn                     | 0      | 1         | 1      | ―                                           | 2008-09          |
| Tremblay en France Handball      | 0      | 1         | 1      | ―                                           | 2010-11          |